# 奧斯曼尼耶
奧斯曼尼耶（土耳其語：Osmaniye）是土耳其奧斯曼尼耶省的城市，也是該省的首府，鄰近敘利亞西北部邊境，全縣面積約746平方公里，海拔高度125米。奧斯曼尼耶受地中海氣候影響，每年平均降雨量874毫米。2012年奧斯曼尼耶市區人口為209,255。

## 外部連結
- （土耳其文） Osmaniye governor's official website （页面存档备份，存于）
- （土耳其文） Osmaniye municipality's official website （页面存档备份，存于）
- （英文） Osmaniye weather forecast information